# 何塞·梅南德斯
何塞·梅南德斯·梅南德斯（José Menéndez Menéndez，1846年—1918年）是一位在巴塔哥尼亞地区经商的西班牙商人。他是很多至今仍在运营的大型公司的创始人。
梅南德斯和其他人在火地群岛上經營牧場時，大量的火地群岛原住民瑟爾科南人人口消失。當時屠杀原住民的主要凶手、苏格兰人亚历山大·麦克伦南（Alexander MacLennan）就受雇于梅南德斯，而且亚历山大·麦克伦南直接听命于梅南德斯。麦克伦南解决“土著人”的办法就是“最好给他们每人都来一枪”。